# Щенсьце (Мазовецьке воєводство)
Щенсьце (пол. Szczęście) — село в Польщі, у гміні Зволень Зволенського повіту Мазовецького воєводства.